# Weiße Mäuse

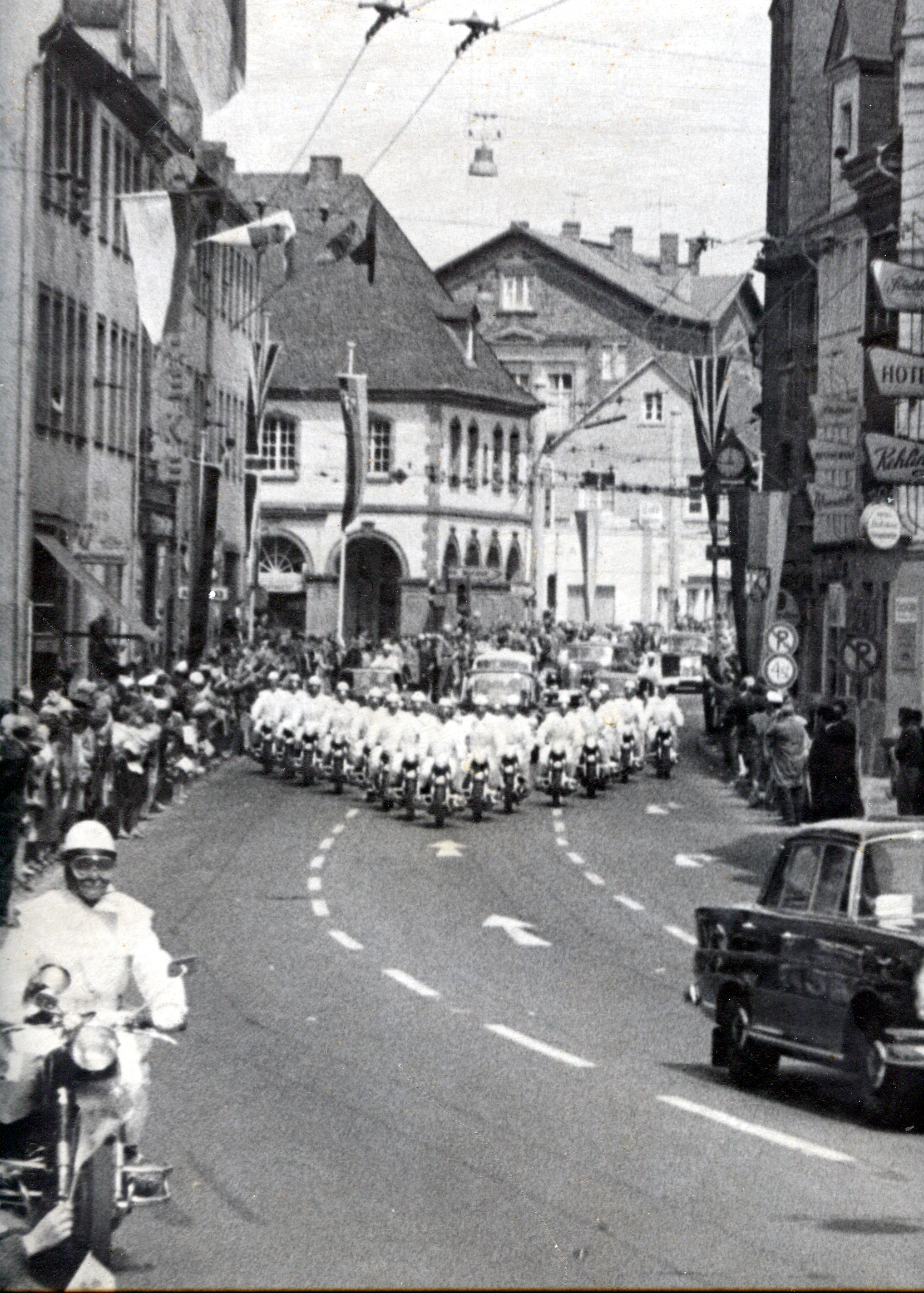
Wiesse Müüs beim Staatsbesuch der britischen Königin Elisabeth II. 1965 in Koblenz

Weiße Mäuse ist in Deutschland eine umgangssprachliche Bezeichnung für die Gesamtheit der Verkehrspolizei. Die Beamten der Verkehrspolizeien trugen überwiegend weiße Uniformteile, ihre grünen Einsatzfahrzeuge hatten weiße Kotflügel und teilweise auch weiße Dächer. In den 1970er-Jahren wurde der Begriff „Weiße Mäuse“ bei der Verkehrspolizeistaffel Hannover-Ahlem aufgegriffen, indem man Aufkleber mit dem Umriss kleiner weißer Mäuse am Heck der Streifenwagen der Autobahnpolizei anbrachte. Einige Streifenfahrzeuge der Autobahnpolizei Niedersachsen tragen heute noch entsprechende Aufkleber. 

## Wiesse Müüs
Wiesse Müüs (ripuarisch) ist die traditionelle Umgangsbezeichnung für die ehemalige Ehren-Motorradeskorte der Bonner Schutzpolizei. 
Nachdem Bonn 1949 zur provisorischen Bundeshauptstadt und Sitz der Bundesregierung gewählt worden war, wurde die Bonner Polizei mit der Gestellung von Ehreneskorten für die Staatsgäste beauftragt. Zu diesem Zweck wurde eine Motorrad-Staffel aufgestellt, deren Angehörige wegen ihrer repräsentativen weißen Uniform-Röcke schnell den Spitznamen Weiße Mäuse bekamen.
Bereits 1951 gründeten die Polizeibeamten ihren eigenen Karnevalsverein K. G. Wiesse Müüs e. V. Bonn, der bis heute zu den großen Bonner Karnevalsvereinen zählt. Während anfänglich nur Polizeibeamte Mitglied werden konnten, steht der Beitritt seit 1953 jedermann offen.